# Charles Ceyrac
Pour les articles homonymes, voir Ceyrac.
Charles Ceyrac, né le 5 août 1919 à Meyssac (Corrèze) et mort le 1er mars 1998 à Paris 15e, est un agriculteur et homme politique français.

## Biographie
Il est le frère cadet de François Ceyrac, président du CNPF et du jésuite Pierre Ceyrac, et l'oncle de Pierre Ceyrac homme politique.
Aux élections législatives de 1951, il est candidat sur la liste du CNIP.
Il est député Union des démocrates pour la République de la deuxième circonscription de la Corrèze, suppléant de Jean Charbonnel, entré au gouvernement, du 7 août 1972 au 1er avril 1973, puis de même du 6 mai 1973, en remplacement de Jean Charbonnel, au 2 avril 1978,.
Maire de Collonges-la-Rouge entre 1965 et 1996, Charles Ceyrac est un des fondateurs de l'association "Les Plus Beaux Villages de France" en 1982. Charles Ceyrac est confronté, comme beaucoup d'élus ruraux à cette époque, à la déprise agricole et à l'abandon d'un patrimoine exceptionnel. Il trouve dans un album édité par Sélection du Reader's Digest intitulé "Les Plus Beaux Villages de France" le moyen de servir une cause qui lui tient à cœur : unir forces et passions pour protéger et promouvoir le patrimoine remarquable de ces communes d'exception et leur offrir ainsi une alternative à la désertification rurale.
Il écrit ainsi à l'ensemble des maires des villages présents dans l'album, une centaine environ. 66 d'entre eux le suivent dans cette aventure officialisée le 6 mars 1982 à Salers, dans le Cantal avec, pour objectifs statutaires, de protéger, promouvoir et développer ces villages reconnus pour leur qualité patrimoniale. Fin 2020, l'association compte 159 villages répartis dans 14 régions et 70 départements.
Charles Ceyrac est président (RPR) du Conseil général de la Corrèze de 1985 à 1992.